# Carlos Herculano Lopes
Carlos Herculano de Oliveira Lopes (Coluna, 27 de outubro de 1956) é um jornalista e escritor brasileiro.

## Biografia
Carlos nasceu no Vale do Rio Doce (MG), filho de Iracema Viana de Oliveira, professora de primário. Ainda criança foi incentivado por sua mãe e professora a se aproximar da literatura. Aos 11 anos se mudou para Belo Horizonte, onde estudou no Colégio Arnaldo. Se formou em Comunicação Social.
Em 1977, atuou como foi secretário do suplemento literário do Jornal de Minas e dois anos depois passou a trabalhar no jornal Estado de Minas, onde ainda hoje é repórter do caderno EM Cultura. 
Em sua atuação como roteirista, adaptou para o cinema dois de seus romances, Sombras de julho e O vestido, com os diretores Marco Altberg e Paulo Thiago, respectivamente.
Em 1980, e aos 24 anos, Carlos Herculano estreou na literatura com a edição independente de O Sol nas Paredes, livro de contos que o próprio autor encarregava-se de vender em bares e faculdades. Seu segundo livro foi Memórias da Sede, também de contos. O terceiro livro foi o romance A Dança dos Cabelos (1984) e o quarto, o também romance Sombras de Julho. Em 1987, conquistou o Prêmio Lei Sarney, como autor-revelação. O Pescador de Latinhas reúne uma coletânea de crônicas publicadas pelo autor no jornal Estado de Minas. Lançou também Coração aos Pulos, Entre BH e Texas e O Vestido, romance baseado em um dos mais conhecidos poemas de Carlos Drummond de Andrade, "Caso do vestido".
Atualmente ocupa a cadeira número 37 da Academia Mineira de Letras.

## Obras

### Romances
- A Dança dos Cabelos – 1984, Record
- Sombras de Julho – 1991, Atual
- O Último Conhaque – 1995, Record
- O Vestido – 2004, Geração Editorial
- Poltrona 27 - Editora Record

### Contos & crônicas
- O Sol nas paredes - 1980, Pulsar
- Memórias da sede - 1982, Leme
- Coração aos Pulos – 2001, Record
- O Pescador de Latinhas – 2001, Record
- Entre BH e Texas – 2004, Record
- O Chapéu do seu Aguiar - 2006, Leitura
- A Ostra e o Bode - 2007 , Record

### Edições estrangeiras
- Itália – O Vestido (Il Vestito) - 2005, Cavallo di Ferro
- Itália - Sombras de julho (Ombre di Luglio) - 2008, Il Fillo

## Prêmios e Homenagens
- 2005 — Finalista do Prêmio Jabuti[6]
- 2002 — Prêmio Jorge Amado, pelo conjunto da obra
- 2001 — Prêmio especial do júri da União Brasileira de Escritores (UBE), por "Coração aos pulos"[6]
- 1997 — Vencedor 5ª Bienal Nestlé de Literatura Brasileira, com "Sombras de julho"[4][6]
- 1990 — Prêmio Guimarães Rosa, da Cidade de Belo Horizonte[4]
- 1988 — Prêmio Lei Sarney, como autor-revelação[4]
- 1988 — Finalista do Prêmio Jabuti[6]
- 1982 — Prêmio de Literatura Cidade de Belo Horizonte, com "Memórias da sede"